# The Borough

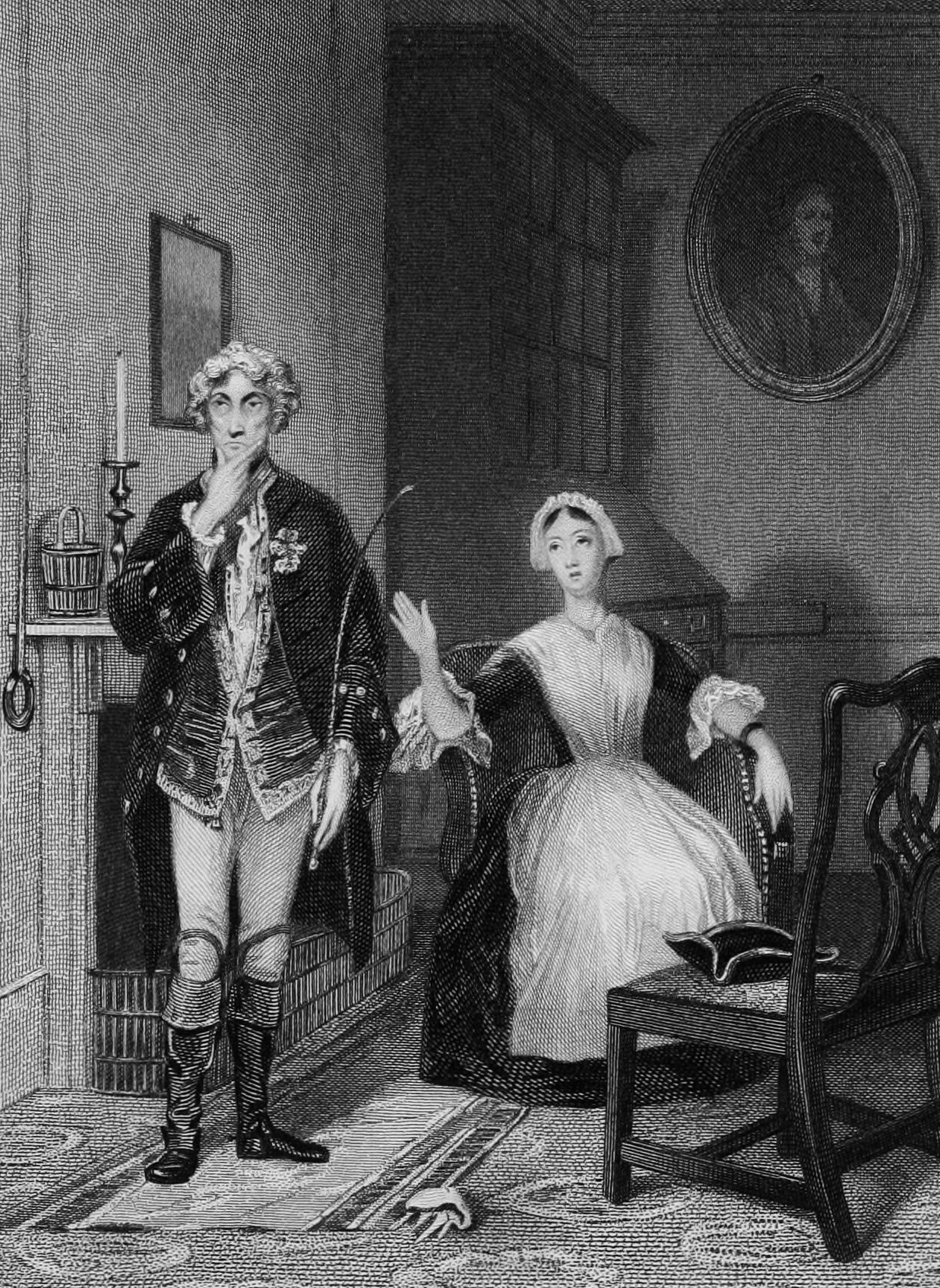
Abel Keene de The Borough, a la carta XXI

The Borough és una col·lecció de poemes que George Crabbe va publicar el 1810. Escrit en cuplets heroics, els poemes s'ordenen en una sèrie de 24 cartes, cobrint diversos aspectes de la vida de Borough i detallant les històries de les vides d'alguns habitants.
De les cartes, la més coneguda és la de Peter Grimes, la XXII, la qual va servir de base per a l'òpera de Benjamin Britten del mateix nom.